# Chris Wood (ator)
Christopher Charles Wood (Dublin, 14 de abril de 1988) é um ator norte-americano. É mais conhecido por interpretar Kai Parker na sexta temporada da série de televisão The Vampire Diaries em 2014, depois de ter aparecido anteriormente na série The Carrie Diaries no papel do escritor Adam Weaver em 2013. Ele também estrelou em 2016 na série de televisão Containment, no papel principal do policial de Atlanta Jake Riley. De 2016 a 2018, ele interpretou Mon-El na série de super-heróis Supergirl. Ambas as séries foram produzidas pela emissora de televisão The CW.

## Infância
Wood nasceu em Dublin, Ohio. Ele frequentou a Elon University em Elon College, Carolina do Norte, onde se formou em 2010 com diploma de Bacharel em Belas Artes em Teatro Musical. Ele é amigo do ator Grant Gustin desde a faculdade.

## Carreira
Após a formatura, ele interpretou Melchior na turnê nacional de 2010-2011 do Spring Awakening. Ele também interpretou Joe Hardy na produção da Paper Mill Playhouse de Damn Yankees em 2012. Ele fez sua estreia no cinema em um filme televisivo intitulado Browsers, no início de 2013. Em setembro de 2013, os produtores de The Carrie Diaries anunciaram que Chris Wood se juntaria ao elenco em sua segunda temporada.
Wood apareceu como o papel recorrente de Malachai "Kai" Parker na sexta temporada de The Vampire Diaries; ele também voltou com o mesmo papel em uma aparição especial na oitava e última temporada da série. Ele apareceu também em uma participação especial como Paul, no episódio "Beach House" de Girls.
Ele foi escalado para um papel principal na série dramática Containment de 2016, interpretando o oficial Jake Riley. Wood ganhou 30 libras para o papel. Em abril de 2016, Wood foi escalado para um papel na segunda temporada do drama de época da PBS Mercy Street. Em julho de 2016, ele foi escalado como personagem regular de série no papel de Mon-El na segunda temporada de Supergirl, interpretando a primeira adaptação live-action da super-heróina da DC Comics. Ele deixou a série no final da terceira temporada.
Em 2020, Wood foi escalado para o episódio piloto da ABC Thirtysomething (else), a sequência do drama aclamado pela crítica Thirtysomething, no qual interpretará Leo Steadman, o filho de Hope (Mel Harris) e de Michael (Ken Olin).

## Vida Pessoal
Chris é um embaixador ativo e membro do Conselho de Diretores da Mental Health America e defende frequentemente o fim do estigma em torno da doença mental, após a morte de seu pai devido a uma condição não tratada. Em Outubro de 2017, ele lançou sua campanha de conscientização sobre saúde mental “I Don’t Mind”, que trabalha para pôr um fim ao estigma em torno doença mental. Chris e a co-estrela de Supergirl Melissa Benoist começaram a namorar em 2017 e anunciaram seu noivado no Instagram em 10 de Fevereiro de 2019. No começo de Setembro de 2019, eles se casaram. Em 04 de Março de 2020, Melissa Benoist e Chris Wood anunciaram oficialmente por meio das suas páginas oficiais no Instagram, que estavam a espera de seu primeiro filho. Em 25 de setembro de 2020, Melissa e Chris anunciaram através das suas páginas oficiais no Instagram que seu filho Huxley Robert Wood havia nascido há algumas semanas.

## Filmografia
| Ano             | Título                              | Papel                      | Notas                                           |
| --------------- | ----------------------------------- | -------------------------- | ----------------------------------------------- |
| 2010            | The Magazine Girl                   | Devin                      | Curta-metragem                                  |
| 2013            | Browsers                            | Justin                     | Telefilme                                       |
| 2013            | Major Crimes                        | Brandon North              | 1 episódio                                      |
| 2013-2014       | The Carrie Diaries                  | Adam Weaver                | 6 episódios                                     |
| 2014            | Girls                               | Paul                       | 1 episódio                                      |
| 2014-2015, 2017 | The Vampire Diaries                 | Kai Parker                 |                                                 |
| 2016            | Comedy Bang! Bang!                  | Perry Daffodil             | 1 episódio                                      |
| 2016            | Containment                         | Jake Riley                 | 13 episódios                                    |
| 2016            | Mercy Street                        | Capitão Lance Van Der Berg | 2 episódios                                     |
| 2016-2018; 2020 | Supergirl                           | Mon-El                     | Elenco Regular (2-3) Participação: 5º Temporada |
| 2017            | The Flash                           | Mon-El                     | 1 episódio                                      |
| 2019            | Jay and Silent Bob Reboot           | Blunt-Fan                  | Participação especial                           |
| 2020            | Legacies                            | Malachai "Kai" Parker      | 2 episódios                                     |
| 2020            | Masters of the Universe: Revelation | Príncipe Adam / He-Man     | Dublador                                        |

## Prêmios e indicações
| Ano  | Prêmio             | Categoria                                           | Trabalho            | Resultado |
| ---- | ------------------ | --------------------------------------------------- | ------------------- | --------- |
| 2015 | Teen Choice Awards | Choice TV: Villain (melhor vilão)                   | The Vampire Diaries | Indicado  |
| 2017 | Teen Choice Awards | Choice Action TV Actor (melhor ator de ação)        | Supergirl           | Indicado  |
| 2017 | Teen Choice Awards | Choice Liplock (melhor beijo) (com Melissa Benoist) | Supergirl           | Indicado  |
| 2017 | Teen Choice Awards | Choice TV Ship (melhor ship) (com Melissa Benoist)  | Supergirl           | Indicado  |